# Nitor inclite claredinis

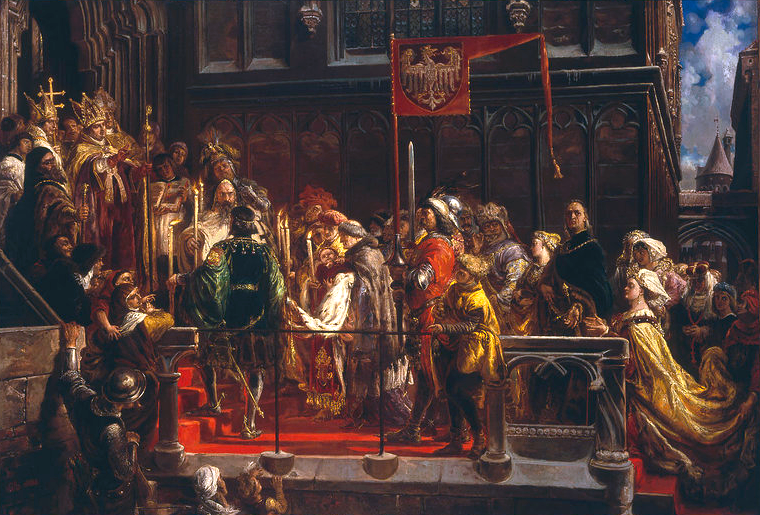
Chrzest Władysława Warneńczyka – obraz Jana Matejki

Nitor inclite claredinis (pol. Niech blask niezwykłej jasności) –  średniowieczna pieśń po łacinie, upamiętniająca narodziny Władysława Warneńczyka.
W opracowaniach utwór nazywany jest też Pieśnią na narodziny królewicza Władysława. Pieśń zachowała się wraz z nutami w tzw. rękopisie Kras 52. Została ułożona w okazji narodzin (31 października 1424) Władysława, syna Władysława Jagiełły i Zofii Holszańskiej. Mogła być wykonana z okazji chrztu Władysława (17 lutego 1425).
Wiersz był błędnie przypisywany Stanisławowi Ciołkowi. W pierwszej jego zwrotce znajduje się akrostych „NICOLAUS”. Na tej podstawie utwór przypisywany jest autorowi o imieniu Mikołaj. Mógł to być Mikołaj z Błonia lub Mikołaj z Radomia, autor muzyki do innej pieśni z tego samego rękopisu – Hystorigraphi aciem.
Utwór zbliżony jest gatunkowo do genethliakonu, czyli pieśni pochwalnej z okazji narodzin dziecka. Składa się z 35 wersów, podzielonych na pięć strof o nierównej liczbie wersów i zróżnicowanych układach rymów, najczęściej dwuzgłoskowych, parzystych. Rytm wiersza jest trocheiczno-jambiczny. Słownictwo jest wyszukane i podniosłe. Użyte są także gry słów.
Tekst jest parafrazą bożonarodzeniowej pieśni zaczynającej się od słów „Nitor inclite claredinis / Cuncta rumpat labiminis”. W rękopisie pieśń religijna wpisana jest jako główna, zaś świecka parafraza wpisana jest nad nim. Parafraza jest niezbyt skomplikowana. Marię zastąpiła królowa Zofia, Jezusa – królewicz Władysław, zaś chrześcijan – lud polski. Utwór wzywa Polaków do wyrażania radości z okazji urodzin królewicza i oddawania czci Chrystusowi, który oświecił naród łaską wiary, a teraz zesłał następcę tronu. Autor wymienia w tekście rodziców, imię wybrane dla dziecka, podaje dokładną datę urodzin oraz wzywa do wysławiania królewicza w hymnach. Tekstowi towarzyszy zapis nutowy, jest on jednak niekompletny – zawiera tylko najwyższy głos (wokalny), pominięte są zaś głosy niższe (instrumentalne). 